# Todd Stashwick
Todd Stashwick (Chicago, Illinois, 16 de octubre de 1968) es un actor y escritor estadounidense. Es conocido por haber interpretado a Dale Malloy en The Riches (2007-2008) y a Theodore Deacon en 12 Monkeys (2015-2018). Interpretó al Dr. Drakken en la película original de Disney Channel Kim Possible (2019), y al capitán Liam Shaw en la tercera temporada de Star Trek: Picard (2023).

## Biografía y carrera
Stashwick nació en Chicago en el Swedish Covenant Hospital, y se crio en los suburbios de la ciudad. Cuando era niño, siempre le encantaba hacer reír a la gente, y aspiraba a actuar algún día en el famoso The Second City de Chicago. Poco después de graduarse de la Universidad Estatal de Illinois con un título en teatro, y comenzó a actuar en varios teatros de improvisación locales. Su sueño se hizo realidad cuando fue contratado en 1992 para realizar una gira nacional con The Second City. Después de producciones como The Second City Detroit y The Second City Northwest, se mudó a Nueva York. Hizo una audición para Saturday Night Live el mismo año en que su compañero de Second City, David Koechner, se unió al elenco.
Su trabajo en cine y televisión lo llevó a Los Ángeles, donde participó en varias series como MDs, American Dreams, Rodney y Still Standing. Tuvo un papel secundario importante en The Riches, interpretando al primo infame de Minnie Driver hasta su cancelación en septiembre de 2008.

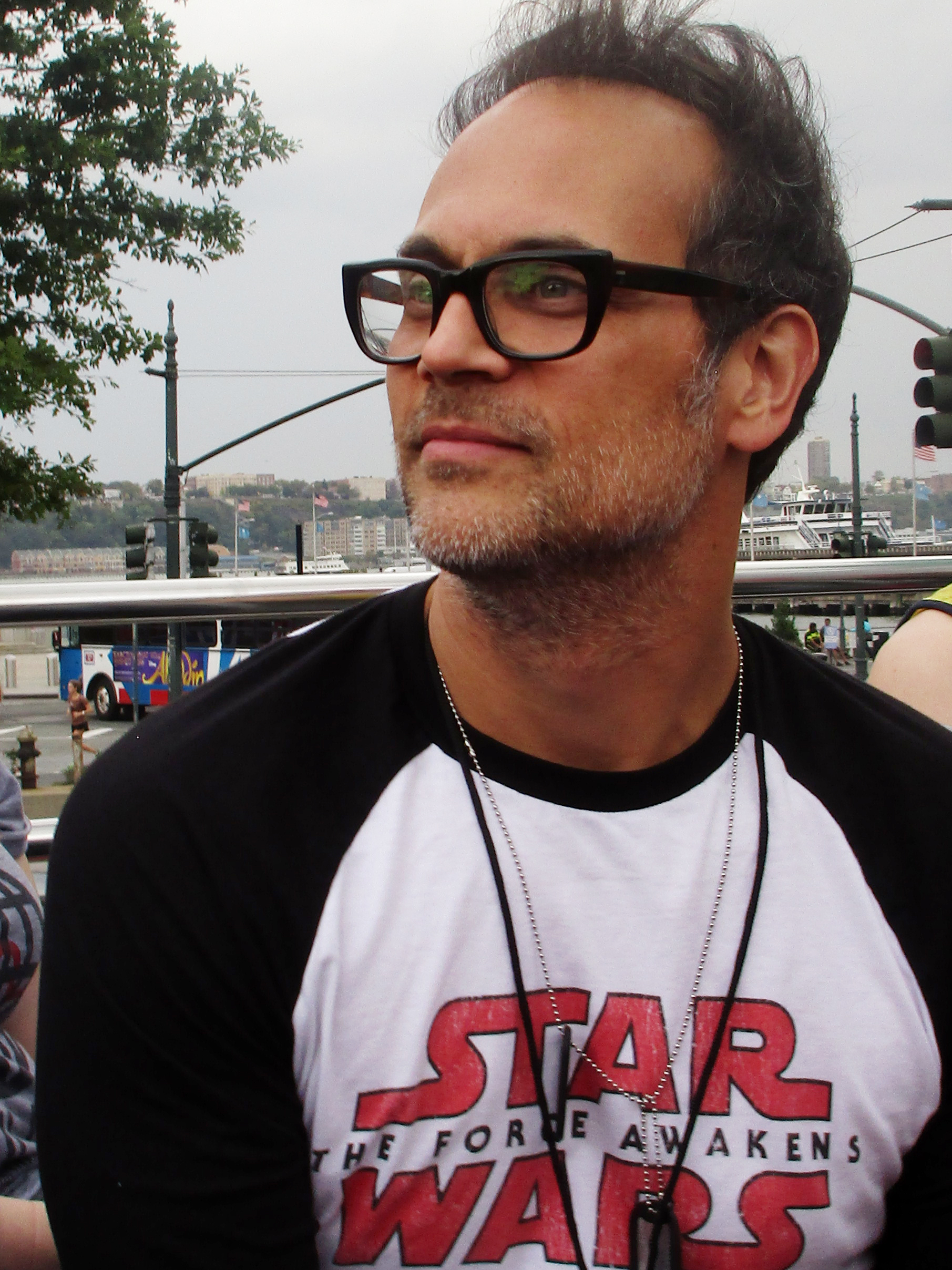
Todd Stashwick en 2015

En mayo de 2018, se anunció que fue elegido como el Dr. Drakken en la película de Disney Channel Kim Possible, basada en la serie animada. La película se estrenó el 15 de febrero de 2019.
En septiembre de 2020, Stashwick apareció como invitado en un episodio de Studio 60 on the Sunset Strip.

### Escritor

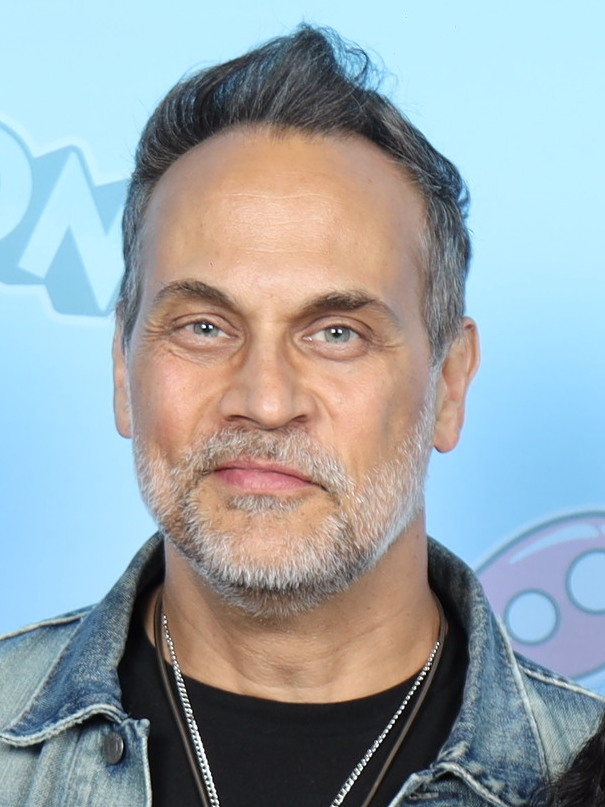
Todd Stashwick en la GalaxyCon Austin 2023

Stashwick también es el cocreador, junto con el artista de DC y Marvel Dennis Calero, del cómic web en línea Devil Inside, que tuvo su lanzamiento en la Comic-Con de San Diego de 2010. Él y Calero se conocieron porque Dennis había ilustrado el personaje de Todd de Heroes en un cómic en línea basado en la serie. Los dos decidieron colaborar en su propio título, que se publica de forma independiente una vez por semana en formato de tira serializada tradicional en el sitio web personal de Stashwick.
Devil Inside cuenta "la historia de Jack Springheel, también conocido como El Diablo, que tiene una crisis de conciencia. Sale del infierno y aterriza en el desierto de Nevada. No quiere regresar, quiere abandonar. Pero hay fuerzas que conspiran para arrastrarlo de vuelta al infierno. Si no usa su magia, se queda fuera de la red y no pueden encontrarlo. Pero él es el Diablo después de todo, y los viejos hábitos son difíciles de erradicar, y no usar sus poderes resulta más difícil de lo que pensaba. Un hombre atrapado entre lo que es y lo que quiere ser. Está tratando de estar un paso por delante de sus adversarios".
Stashwick y Calero desarrollaron el canal Syfy con su piloto Clandestine. Ambos desarrollaron y escribieron el guion del piloto, y fue un drama de aventuras espaciales de capa y espada. También actuaron como coproductores ejecutivos. John Shiban fue el supervisor del guion.
Stashwick y Amy Hennig coescribieron un videojuego ambientado en el universo de Star Wars para Electronic Arts y Visceral Games. Más tarde, se anunció que el proyecto fue cancelado.

## Filmografía

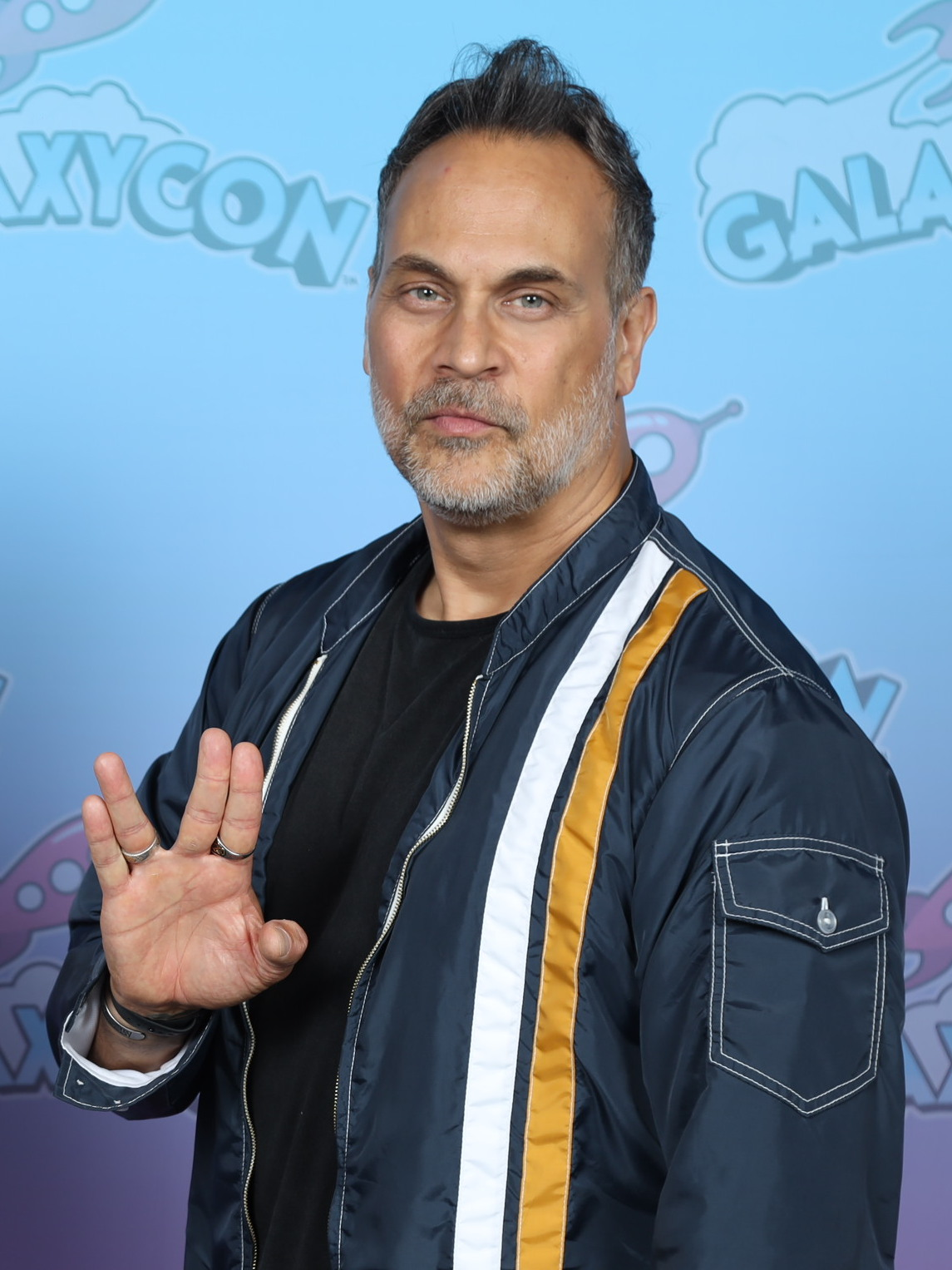
Todd Stashwick en la GalaxyCon Raleigh en 2023

### Películas
| Año  | Título                           | Papel                     | Notas           |
| ---- | -------------------------------- | ------------------------- | --------------- |
| 2003 | The Rundown                      | Controlador de cuadrantes |                 |
| 2004 | Along Came Polly                 | Oficial de seguridad      |                 |
| 2006 | You, Me and Dupree               | Tony                      |                 |
| 2007 | Live!                            | Dave                      |                 |
| 2007 | The Air I Breathe                | Frank                     |                 |
| 2008 | Surfer, Dude                     | Vic Hayes                 |                 |
| 2010 | Friendship!                      | Darryl                    |                 |
| 2011 | Tom and Jerry & The Wizard of Oz | León Cobarde (voz)        | Directa a vídeo |
| 2012 | Grassroots                       | Nick Ricochet             |                 |
| 2014 | Mockingbird                      | Tom                       |                 |
| 2016 | Tom and Jerry: Back to Oz        | León Cobarde, Zeke (voz)  | Directa a vídeo |
| 2020 | The Way Back                     | Kurt                      |                 |
| 2020 | Think Like a Dog                 | Henry (voz)               |                 |
| 2020 | Love, Weddings & Other Disasters | Zhopa                     |                 |

### Televisión
| Año        | Título                                               | Papel                                      | Notas                          |
| ---------- | ---------------------------------------------------- | ------------------------------------------ | ------------------------------ |
| 1997       | Remember WENN                                        | Link                                       | 1 episodio                     |
| 1998       | Law & Order                                          | Roger Appel                                | 1 episodio                     |
| 1998       | Spin City                                            | Director de televisión                     | 1 episodio                     |
| 1999, 2008 | Law & Order: Special Victims Unit                    | Ricky Blaine, Matthew Parker               | 2 episodios                    |
| 2000       | Angel                                                | Vocah Demon                                | Episodio: "To Shanshu in L.A." |
| 2000       | Diagnosis: Murder                                    | Peter Warbler                              | 1 episodio                     |
| 2000-2001  | Courage the Cowardly Dog                             | Voces adicionales                          | 12 episodios                   |
| 2001       | Titus                                                | Chad                                       | 1 episodio                     |
| 2001       | Providence                                           | Vic                                        | 1 episodio                     |
| 2001       | Will & Grace                                         | Gabe Robinson                              | 1 episodio                     |
| 2001       | Buffy the Vampire Slayer                             | M'Fashnik Demon                            | Episodio: "Flooded"            |
| 2001       | Dark Angel                                           | Sally                                      | 1 episodio                     |
| 2001       | Dharma & Greg                                        | Gunther                                    | 1 episodio                     |
| 2002       | CSI: Crime Scene Investigation                       | Matt                                       | 1 episodio                     |
| 2002       | She Spies                                            | Agente Trent Kimbrell / El hombre de hielo | 1 episodio                     |
| 2002       | MDs                                                  | Ribeye                                     | 3 episodios                    |
| 2003       | Law & Order: Criminal Intent                         | Dr. Scott Borman                           | 1 episodio                     |
| 2003       | The Guardian                                         | Jeb Tobin                                  | 2 episodios                    |
| 2003       | Malcolm in the Middle                                | Nate                                       | 1 episodio                     |
| 2004       | Good Morning, Miami                                  | Nick                                       | 1 episodio                     |
| 2004       | Monk                                                 | Gene Edelson / Winston Brenner             | 1 episodio                     |
| 2004       | Stuck in the Suburbs                                 | Len                                        | Película de televisión         |
| 2004       | Boston Legal                                         | Matthew Calder                             | 1 episodio                     |
| 2004       | Star Trek: Enterprise                                | Talok                                      | 1 episodio                     |
| 2004       | The Drew Carey Show                                  | Tyler                                      | 1 episodio                     |
| 2004, 2011 | CSI: Miami                                           | Steve Davis, Fred Massey                   | 2 episodios                    |
| 2005       | Rodney                                               | Kirk                                       | 2 episodios                    |
| 2005       | CSI: NY                                              | Ira Feinstein                              | 1 episodio                     |
| 2005       | Out of Practice                                      | Frankie                                    | 1 episodio                     |
| 2005-2006  | Still Standing                                       | Kyle Polsky                                | 4 episodios                    |
| 2005, 2007 | Weeds                                                | Cash el guardia de seguridad               | 2 episodios                    |
| 2006       | Crossing Jordan                                      | Bank Manager Raleigh                       | 1 episodio                     |
| 2006       | Four Kings                                           | Hombre iguana                              | 1 episodio                     |
| 2006       | How I Met Your Mother                                | Steve                                      | 1 episodio                     |
| 2006       | Studio 60 on the Sunset Strip                        | Bill                                       | 1 episodio                     |
| 2006-2007  | The War at Home                                      | Jeff                                       | 4 episodios                    |
| 2007       | Reba                                                 | Bartender                                  | 1 episodio                     |
| 2007-2008  | The Riches                                           | Dale Malloy                                | 20 episodios                   |
| 2007, 2011 | Burn Notice                                          | Carmelo Dante                              | 2 episodios                    |
| 2008       | The Game                                             | Dean Bristol                               | 1 episodio                     |
| 2008       | The Middleman                                        | Mr. White                                  | 1 episodio                     |
| 2008       | Psych                                                | Frankjim Ogletree                          | 1 episodio                     |
| 2008       | Life                                                 | James Brenford                             | 1 episodio                     |
| 2008       | Supernatural                                         | Dracula                                    | 1 episodio                     |
| 2008       | Ghost Whisperer                                      | Alan Walters                               | 1 episodio                     |
| 2008       | Terminator: The Sarah Connor Chronicles              | Myron Stark / T-888                        | 1 episodio                     |
| 2009       | The Mentalist                                        | Jared Renfrew                              | 1 episodio                     |
| 2009       | Kath & Kim                                           | Jaclson James                              | 1 episodio                     |
| 2009       | Saving Grace                                         | Teddy Kornblum                             | 1 episodio                     |
| 2009       | Curb Your Enthusiasm                                 | Sandy Goodman                              | 2 episodios                    |
| 2009       | Lie to Me                                            | Hugh Ellis                                 | 1 episodio                     |
| 2009-2010  | Heroes                                               | Eli                                        | 6 episodios                    |
| 2010       | The Good Guys                                        | Kasson                                     | 1 episodio                     |
| 2010       | Childrens Hospital                                   | Oficial de policía                         | 1 episodio                     |
| 2010       | $#*! My Dad Says                                     | Dickey Todd                                | 2 episodes                     |
| 2010-2011  | Detroit 1-8-7                                        | Henry Malloy                               | 2 episodios                    |
| 2010-2012  | Phineas and Ferb                                     | Mr. Johnson, Voces adicionales             | 7 episodios                    |
| 2011       | Private Practice                                     | Brett Loveman                              | 1 episodio                     |
| 2011       | Better with You                                      | Miles                                      | 2 episodios                    |
| 2011       | The Glades                                           | Jared Nolan                                | 1 episodio                     |
| 2011       | Men of a Certain Age                                 | Kevin Scarpulla                            | 4 episodios                    |
| 2011       | Phineas and Ferb the Movie: Across the 2nd Dimension | Mr. Johnson, Voces adicionales             | Película de televisión         |
| 2011       | How to Be a Gentleman                                | Donny                                      | Piloto                         |
| 2011       | Supah Ninjas                                         | Eternum                                    | 1 episodio                     |
| 2012       | Leverage                                             | Tommy Madsen                               | 1 episodio                     |
| 2012       | Justified                                            | Ash Murphy                                 | 4 episodes                     |
| 2012       | Franklin & Bash                                      | Samuel Jeffers                             | 1 episodio                     |
| 2012       | Hawaii Five-0                                        | Gil Scates                                 | 1 episodio                     |
| 2012       | Revolution                                           | Drexel                                     | 1 episodio                     |
| 2012-2013  | The Exes                                             | Grant                                      | 2 episodes                     |
| 2013       | Grey's Anatomy                                       | Mr. Kramer                                 | 1 episodio                     |
| 2013       | Warehouse 13                                         | DA Hofgren                                 | 1 episodio                     |
| 2013       | Criminal Minds                                       | Eddie Lee Wilcox                           | 1 episodio                     |
| 2013-2014  | The Originals                                        | Father Kieran O'Connell                    | 12 episodes                    |
| 2014-2015  | Teen Wolf                                            | Henry Tate                                 | 3 episodios                    |
| 2014-2015  | Gotham                                               | Richard Sionis / The Mask                  | 2 episodios                    |
| 2015       | Complications                                        | Detective Hawthorne                        | 1 episodio                     |
| 2015       | Con Man                                              | Waiter                                     | 1 episodio                     |
| 2015-2018  | 12 Monkeys                                           | Deacon                                     | 35 episodios                   |
| 2018       | Strange Angel                                        | Marvel Parsons                             | 2 episodes                     |
| 2019       | Kim Possible                                         | Dr. Drakken                                | Película de televisión         |
| 2019       | Mayans M.C.                                          | Pollen                                     | 2 episodios                    |
| 2019       | American Horror Story: 1984                          | Blake                                      | Episodio: "Mr. Jingles"        |
| 2019-2020  | S.W.A.T.                                             | Teague Nolan                               | 3 episodios                    |
| 2020       | L.A.'s Finest                                        | Wayland James                              | 1 episodio                     |
| 2021       | 9-1-1: Lone Star                                     | Dennis Raymond                             | 2 episodios                    |
| 2023       | Star Trek: Picard                                    | Capitán Liam Shaw                          | 10 episodios                   |
| 2026       | Serie de Visión sin título                           | Por confirmar                              | Preproducción                  |

### Videojuegos
| Año  | Título                     | Papel | Notas    |
| ---- | -------------------------- | ----- | -------- |
| 2023 | Forspoken                  |       | Escritor |
| 2025 | Marvel 1943: Rise of Hydra |       | Escritor |

### Podcast
| Año  | Título         | Papel    | Notas |
| ---- | -------------- | -------- | ----- |
| 2023 | Who is No/One? | Ben Kern |       |

## Premios y nominaciones
| Año  | Premios       | Categoría                                         | Obra nominada     | Resultado | Ref.        |
| ---- | ------------- | ------------------------------------------------- | ----------------- | --------- | ----------- |
| 2024 | Saturn Awards | Mejor actor de reparto en una serie de televisión | Star Trek: Picard | Nominado  | [ 5 ] [ 6 ] |